# Urban Art (Künstlerpaar)
Anne Peschken (* 1966 in Montreal, Kanada) und Marek Pisarsky (* 1956 in Ruda Śląska, Polen) ist ein Künstlerpaar in Berlin, das seit 1988 unter dem Namen Urban Art zusammenarbeitet. Ihre Arbeitsweise ist konzeptuell und ortsspezifisch.
In ihrer künstlerischen Praxis bedienen sie sich unterschiedlicher Medien, Materialien und Techniken, die sich aus der Analyse der jeweiligen Situation ergeben. Räume verstehen sie als vieldimensional und beschäftigen sich mit ihren gesellschaftlichen, urbanen, ästhetischen und historischen Aspekten, die sie ummischen und als ‚urban street worker‘ im öffentlichen Raum neu verhandeln. Die Wiederverwertung und Umdeutung von Materialien im Sinne eines Re-cycling oder Up-cycling sind ein weiterer wichtiger Teil ihrer künstlerischen Strategie. Seit sie ihr Atelier aufs Land nach Polen verlegt haben, sind sie vermehrt auch im deutsch-polnischen Grenzraum aktiv.

## Werk
Mit einer „Asphaltinstallation“, auf Baumstümpfe montierten Stücken vormaligen Straßenbelags, in die Figuren und Szenen gefräst und anschließend bemalt wurden (Friedhof der Dinge), bespielte das Künstlerkollektiv Urban Art das Lenné-Dreieck im Jahr der Maueröffnung 1989. Viele Werke, angesiedelt zwischen Malerei, Assemblage und Skulptur, entstanden auf diese Weise unter Verwendung zivilisatorischen Abfalls der Großstadt.
Die Arbeitsweise der Gruppe, seit 1991 unter dem Namen Peschken / Pisarsky (Urban Art), erweiterte sich sukzessive hin zu konzeptuellen Ansätzen. Mit ihrem international erfolgreichen und interaktiven Wanderboje-Projekt (2005) bieten sie einen Publikations- und Speicherort für Erinnerung und gegen das Vergessen lokaler Geschichte. 2006 gründeten Anne Peschken und Marek Pisarsky die Firma Globalpix als Kunstprojekt, um sich des Bilderbergs anzunehmen und die „Überproduktion“ von Gemälden vor der Vernichtung zu bewahren und mittels Recycling neuwertige und kritische Kunst zu generieren. In Aufrufen sucht die Firma bemalte und ausrangierte Leinwände, die in Streifen zerteilt und anschließend zu neuen Leinwänden geflochten werden. Die quadratischen Felder werden jeweils eins zu eins als Pixel bemalt. Auf diese Weise entsteht auf Basis digitaler Bilddateien analoge Malerei in geringer Auflösung, deren Motive vordergründig abstrakt erscheinen und sich erst allmählich aus entsprechender Distanz erschließen. In diesem gleichwohl die kapitalistische Unternehmenskultur ironisierenden wie auch partizipativen Projekt, das sogar durch die Jobagentur Unterstützung erfuhr, lässt das Duo industriell und arbeitsteilig Bilder produzieren, die sich kritisch sowohl mit der digitalen Bilderflut befassen als auch mit anderen gesellschaftlichen Themen wie Arbeit, Rationalisierung und Überproduktion auseinandersetzen.

## Kuratierte Projekte (Auswahl)

### Dialog Loci, 2004
Zwischen Juni und August 2004 fand in Kostrzyn nad Odra (Küstrin) das groß angelegte, internationale Kunstprojekt im öffentlichen Raum, DIALOG LOCI statt. Kostrzyn wurde in diesem Jahr zu einem Anziehungspunkt für zeitgenössische europäische Kunst. 20 Künstler aus 6 europäischen Ländern präsentieren ortsspezifische Arbeiten, auf der ehemaligen Festung. Diese wurden inspiriert durch die kulturelle Geschichte und die Gegenwart des Geländes, aber auch die Lage von Kostrzyn an der deutsch-polnischen Grenze, die Renaissance Festung selbst, welche 1945 beinah komplett zerstört und nicht wieder aufgebaut wurde.

### TransRobota – VII. Baltische Biennale für zeitgenössische Kunst, 2007
Die Transrobota fand vom 3. August bis 9. September 2007 im Museum für Zeitgenössische Kunst in Stettin statt, auf welcher Arbeiten von 17 internationalen Künstlern gezeigt wurden. Die TransRobota war als eine künstlerische Intervention auf einem ehemaligen Industriegelände auf der Lasztownia-Halbinsel in Stettiner Hafen geplant und als Ausstellung im National Museum in Stettin realisiert wurde. Die Schönheit, der Verfall, der Zusammenbruch und der Transformationsprozess der Lasztownia wurde in einer 3-D Animation rekonstruiert. Sie vermittelte als virtuelle Ausstellungstour einen Eindruck der örtlichen Gegebenheiten, die die Künstler zu ihren Arbeiten inspiriert hat. Neben der virtuellen Tour, die Animationen aller künstlerischen Beiträge zeigte, waren die Kunstwerke selbst in adaptierter Form im Museum zu sehen.

### Berlinzulage, Künstlerhaus Bethanien KB, Berlin, 2018
Die Ausstellung „Berlinzulage“ erstreckte sich über den Zeitraum vom 24. August bis 16. September 2018 im Künstlerhaus Bethanien in Berlin-Kreuzberg.
Der Titel der Ausstellung „Berlinzulage“ bezieht sich auf die steuerfreie Gehaltszulage von acht Prozent, die jeder Arbeitnehmer in West-Berlin zu Zeiten der Mauer vom Staat erhielt. Der eher desaströse West-Berlins und der Rückzug des Kapitalismus boten eine Vielzahl von Freiräumen im konkreten wie übertragenen Sinn, welcher vor allem Kunstschaffende anlockte. Das Ausstellungsprojekt will jenen künstlerischen Strategien und Tendenzen nachspüren, die sich damals im marktfernen, kaum reglementierten Raum einfach realisieren ließen. Sie führten zu einer enormen Weitung des Kunstbegriffs, was sowohl die Orte als auch die Akteure betraf, die Theorie und die Praxis, das Konzeptuelle und den Underground. Die Ausstellung zeigte fundierte Einblicke in die legendären Jahre vor dem Mauerfall sowie die wichtige Rolle des Künstlerhaus Bethanien.

## Einzelausstellungen (Auswahl)
- 1988: Bilder und Objekte, Goethe-Institut Casablanca und Tétouan, Marokko
- 1989: Vier Ausstellungen von Urban Art in Berlin: Künstlerhaus Bethanien, Urban Art Galerie, Laden für Nichts, Interglotz Sammlung Junger Künstler, Berlinische Galerie
- 1992: Bulk-Heads – Abschotten, Goethe-Institut London
- 2005: Teilnahme an der Skulptur-Biennale 2005 Münsterland
- 2009: Elevated Pastoral, interaktive Installation, Gymnasium Gallery, Berwick, UK
- 2009: Globalpix, Studio 1, Künstlerhaus Bethanien GmbH2008
- 2012: Globalpix, Wozownia Galerie, Torun, Polen
- 2012: Flying Panelaks, Ostslowakische Galerie, Kosice
- 2020: East-Side-Story, copyright, Berlin
- 2021: Biber & Holzgriebsche, copyright, Berlin[12]

## Publikationen
- Urban Art Katalog. 1989.
- Urban Travels. 1992.
- Dialog der Dinge. ISBN 3-9806294-2-2, 2001.
- Dialog Loci – Kunst an einem verlorenen Ort. ISBN 3-9808977-8-8, 2004.
- transRobota, ISBN 978-83-86136-72-8, 2005.
- Satellite Lives, A Picture book of Kosice by Urban Art: Anne Peschken and Marek Pisarsky. 2012.
- Berlinzulage, Katalog zur Ausstellung 2018.[13]

## Stipendien und Förderungen
- 1990: Arbeitsstipendium des Berliner Senats
- 1991: Stipendium des Berliner Senats und der Whitechapel Gallery in London
- 1993: Siemens Kulturprogramm und Berliner Senat, Projektförderung
- 2019: Projektförderung des Berliner Senats für Kultur und Europa
- 2003: Kulturstiftung des Bundes, Projektförderung
- 2007: Brandenburgischer Kunstpreis, 2. Preis
- 2007/8: Berwick Gymnasium Fellowship for the Arts, English Heritage und British Council
- 2009: Hauptstadtkulturfonds
- 2019: Projektförderung des Berliner Senats für Kultur und Europa[14]